# Угошће
Угошће је насељено место у Босни и Херцеговини у општини Коњиц у Херцеговачко-неретванском кантону које административно припада Федерацији Босне и Херцеговине. Према попису становништва из 1991. у насељу је живјело 52 становника.

## Географија
По последњем службеном попису становништва из 1991. године, насеље Угошће је имало 52 становника. Сви становници су били Муслимани. Муслимани се данас углавном изјашњавају као Бошњаци.